# Tommy Hanson
Pour les articles homonymes, voir Hanson.
Thomas J. Hanson (né le 28 août 1986 à Tulsa, Oklahoma, États-Unis et mort le 9 novembre 2015 à Atlanta, Géorgie, États-Unis) est un lanceur droitier de baseball.
Il joue dans la Ligue majeure de baseball de 2009 à 2012 pour les Braves d'Atlanta et en 2013 pour les Angels de Los Angeles.

## Carrière

### Braves d'Atlanta
Tommy Hanson, lanceur droitier d'un mètre quatre-vingt-dix huit, est classé en 2009 au 24e rang des meilleurs espoirs selon les Ligues majeures et l'espoir numéro un des Braves d'Atlanta selon Baseball America en décembre 2008.

#### Saison 2009
Hanson est rappelé des ligues mineures en juin 2009 après que les Braves eurent mis fin au contrat du vétéran lanceur étoile Tom Glavine. Il fait ses débuts le 7 juin contre Milwaukee et n'est pas impliqué dans la décision. Il remporte sa première victoire en majeures contre les Orioles de Baltimore le 12 juin.
Le 20 juillet 2009, le lanceur recrue retire sur des prises 11 frappeurs des Giants de San Francisco, portant sa fiche à 5 victoires aucune défaite. Ces 11 retraits sur des prises constituent un record de franchise pour un lanceur recrue, mais il sera battu la saison suivante par Mike Minor. Hanson est l'un des meilleurs joueurs de première année du baseball en 2009 avec 11 victoires contre 4 défaites, une moyenne de points mérités de 2,89 et 116 retraits sur des prises en 127 manches et deux tiers lancées. Il termine 3e au vote de la recrue par excellence de la Ligue nationale en 2009.

#### Saison 2010
Sa deuxième année dans les grandes ligues est plus difficile que sa première. Malgré un dossier victoires-défaites négatif (10-11), sa moyenne de points mérités de 3,33 est fort respectable. Il franchit le cap des 200 manches lancées, travaillant 202 manches et deux tiers dans ses 34 départs. Il enregistre 173 retraits sur des prises, un sommet personnel, mais est le lanceur de la Ligue nationale qui atteint le plus grand nombre de frappeurs (14).
Jouant pour la première fois en séries éliminatoires, il est le partant des Braves dans la seconde partie de Série de divisions contre les Giants de San Francisco. Victime de quatre points, il est retiré du match après quatre manches mais n'est pas impliqué dans la décision lorsque Atlanta perd 5-4.

#### Saison 2011

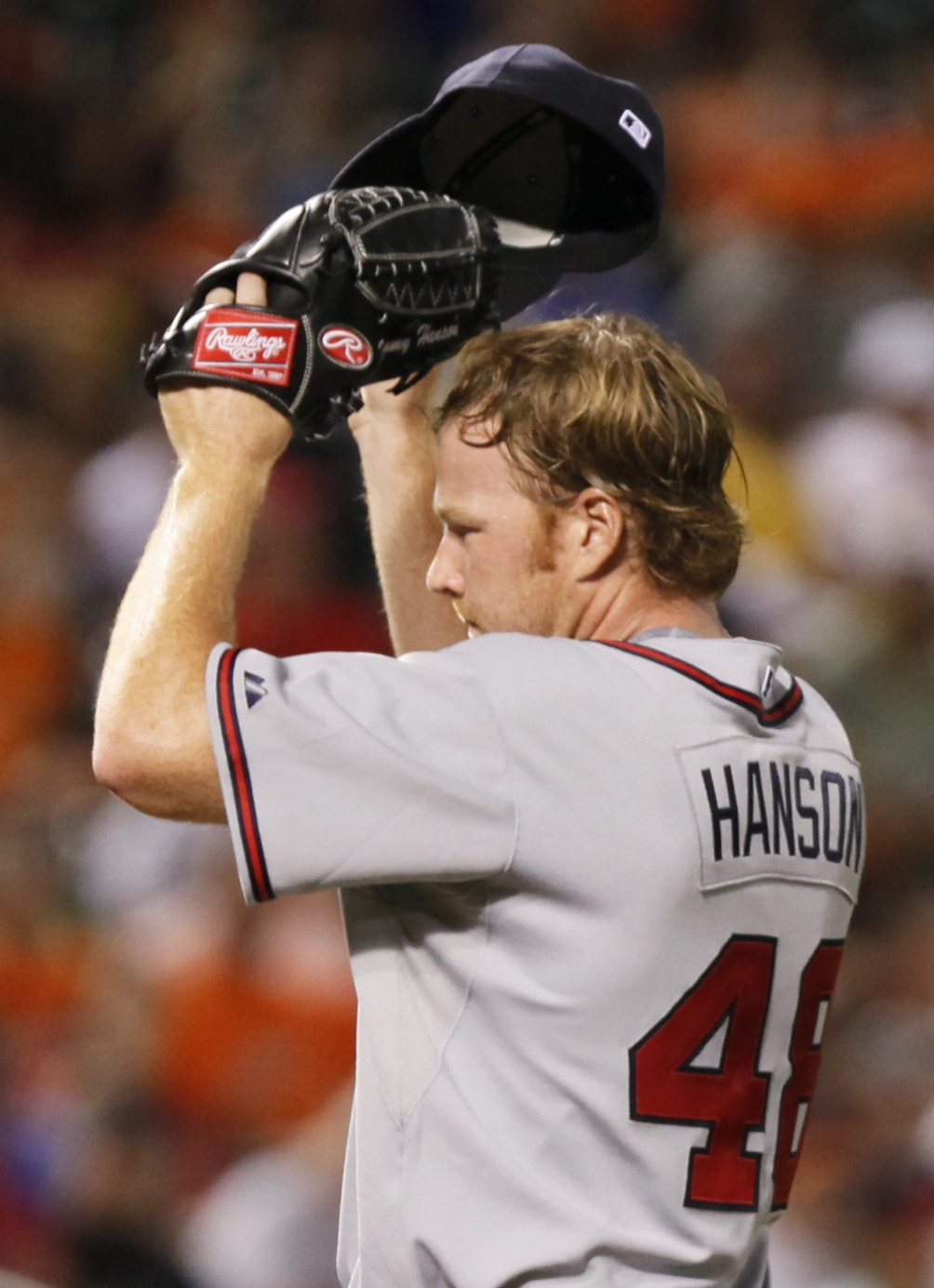
Tommy Hanson pendant un match des Braves en 2009.

Le 14 juin 2011 contre les Astros, Hanson retire 14 adversaires sur des prises en 7 manches au monticule. En plus d'être pour lui un sommet en carrière et d'être le plus grand nombre de retraits sur des prises en un match par un lanceur des Braves depuis les 15 de John Smoltz le 10 avril 2005, ce total égale le record par un lanceur au Minute Maid Park de Houston.
À la fin juin, les frappeurs de la Ligue nationale n'affichent qu'une faible moyenne au bâton de ,198 contre Hanson, et cette moyenne baisse à ,192 le 7 juillet, ce qui constitue dans les deux cas le plus faible taux de succès contre un lanceur dans la ligue à ce stade de la saison. Malgré une brillante première moitié de saison, il n'est pas invité au match des étoiles, une situation déplorée par plusieurs observateurs,,.
Hanson fait deux séjours sur la liste des blessés en 2011 et effectue finalement 22 départs, remportant 11 victoires contre 7 défaites. Il termine l'année avec plus de retraits sur des prises (142) que de manches lancées (130) et n'atteint que trois frappeurs adverses durant toute la saison.

#### Saison 2012
Hanson ne retrouve pas les succès d'antan à son retour au jeu après ses problèmes d'épaule et de dos. En 2012, sa moyenne de points mérités de 4,48 est la plus élevée de sa carrière. Il remporte 13 victoires contre 10 défaites en 31 départs et 174 manches et deux tiers lancées.

### Angels de Los Angeles
Le 30 novembre 2012, les Braves d'Atlanta échangent Tommy Hanson aux Angels de Los Angeles d'Anaheim en retour du lanceur de relève droitier Jordan Walden.
Il connaît une année 2013 en dents de scie, au cours de laquelle il est blessé à l'avant-bras droit, puis rétrogradé aux ligues mineures. Il est inefficace chez les Angels, avec une moyenne de points mérités de 5,42 en 73 manches lanceés. Il effectue 13 départs et lance ses deux premières parties en carrière en tant que releveur en carrière. Il remporte 4 victoires contre 3 défaites.
En février 2014, Hanson signe un contrat d'un an avec les Rangers du Texas mais est décevant au camp d'entraînement et rate sa chance d'obtenir un poste dans la rotation de lanceurs partants. Il est libéré de son contrat le 26 mars, à moins d'une semaine de l'ouverture de la saison 2014. Il rejoint les White Sox de Chicago le 7 avril suivant, sur un contrat des ligues mineures. Il joue la saison 2014 dans les mineures avec un club-école des White Sox et évolue en 2015 pour des clubs mineurs affiliés aux Giants de San Francisco.

## Décès
Hanson est hospitalisé le 8 novembre 2015 après avoir été retrouvé inconscient par un ami chez qui il séjournait à Newnan, en Géorgie,. Plongé dans un coma, il meurt le lendemain, 9 novembre, à l'hôpital Piedmont d'Atlanta. Un coroner conclut que la mort de l'homme de 29 ans est accidentelle et a été causée par des complications liées à l'usage de cocaïne et à un empoisonnement par l'alcool.

## Statistiques
| Saison | Équipe  | G  | GS | CG | SHO | V  | D  | SV | IP    | SO  | ERA  |
| ------ | ------- | -- | -- | -- | --- | -- | -- | -- | ----- | --- | ---- |
| 2009   | Atlanta | 21 | 21 | 1  | 1   | 11 | 4  | 0  | 127,2 | 116 | 2,89 |
| 2010   | Atlanta | 34 | 34 | 0  | 0   | 10 | 11 | 0  | 202,2 | 173 | 3,33 |
| Totaux | Totaux  | 55 | 55 | 1  | 1   | 21 | 15 | 0  | 330,1 | 289 | 3,16 |

| Saison | Équipe  | G | GS | CG | SHO | V | D | SV | IP  | SO | ERA  |
| ------ | ------- | - | -- | -- | --- | - | - | -- | --- | -- | ---- |
| 2010   | Atlanta | 1 | 0  | 0  | 0   | 0 | 0 | 0  | 4,0 | 5  | 9,00 |
| Totaux | Totaux  | 1 | 0  | 0  | 0   | 0 | 0 | 0  | 4,0 | 5  | 9,00 |

Note : G = Matches joués ; GS = Matches comme lanceur partant ; CG = Matches complets ; SHO = Blanchissages ; 
V = Victoires ; D = Défaites ; SV = Sauvetages ; IP = Manches lancées ; SO = Retraits sur des prises ; ERA = Moyenne de points mérités.